# Fellingsbro distrikt
Fellingsbro distrikt är ett distrikt i Lindesbergs kommun och Örebro län. Distriktet ligger omkring Fellingsbro och Rockhammar i södra Västmanland. Den sydligaste delen av distriktet, söder om Arbogaån, ligger i Närke.

## Tidigare administrativ tillhörighet
Distriktet inrättades 2016 och utgörs av Fellingsbro socken i Lindesbergs kommun.
Området motsvarar den omfattning Fellingsbro församling hade vid årsskiftet 1999/2000 och som den fick 1992 när Fellingsbro norra församling införlivades.

## Tätorter och småorter
I Fellingsbro distrikt finns två tätorter och tre småorter.

### Tätorter
- Fellingsbro
- Rockhammar

### Småorter
- Oppboga
- Sundbotorp (del av
- Ullersätter (del av)